# ماريك ماتيوفسكي
ماريك ماتيوفسكي (بالتشيكية: Marek Matějovský)‏ ، من مواليد 20 ديسمبر [1981] في برانديز ناد لابيم في تشيكوسلوفاكيا ، لاعب كرة قدم تشيكي.
يلعب مع نادي ريدينغ الإنجليزي منذ عام 2008.
بدأ باللعب مع منتخب التشيك لكرة القدم في عام 2007.

## روابط خارجية
- ماريك ماتيوفسكي على موقع الاتحاد الأوربي (الإنجليزية)
- ماريك ماتيوفسكي على موقع الاتحاد التشيكي (الإنجليزية)
- ماريك ماتيوفسكي على موقع قاعدة بيانات كرة القدم.إي يو (الإنجليزية)
- ماريك ماتيوفسكي على موقع ناشيونال فوتبول تيمز (الإنجليزية)
- ماريك ماتيوفسكي على موقع Soccerbase.com (لاعب) (الإنجليزية)
- ماريك ماتيوفسكي على موقع Soccerway.com (الإنجليزية)
- ماريك ماتيوفسكي على موقع عالم كرة القدم.نت (الإنجليزية)
- ماريك ماتيوفسكي على موقع AS.com (الإسبانية)